# Калуш
Ка́луш (укр. Ка́луш) — город на северо-западе Ивано-Франковской области Украины. Административный центр Калушского района и Калушской городской общины. До 2020 года был городом областного подчинения. Один из центров Калуш-Долинской агломерации.

## Географическое расположение
Одно из главных преимуществ города — выгодное географическое расположение. Хорошо развитая транспортная сеть соединяет Калуш с Центральной Европой и Западом по железной и автомобильным дорогам. Сеть последних связывает его с другими городами, такими как Львов (130 км), Ужгород (280 км), Киев (560 км). Эти и другие города соединены с Калушем также и железной дорогой.
В радиусе 300 км от города лежат границы с Польшей (150 км), Венгрией (300 км), Словакией (300 км), Румынией (240 км), что обеспечивает лёгкий доступ к странам Центральной и Восточной Европы.
В 30 км от Калуша, в Ивано-Франковске, расположен аэродром, который в состоянии регулярно принимать такие тяжёлые транспортные самолёты, как Боинг 767, Ил-76, Ил-86.
По характеру рельефа бо́льшая часть территории города является равнинной. Её поверхность расчленена реками Ломницей, Сивкой, Млынивкой. Десятая часть площади города покрыта лесами. В Калуше есть гора Высочанка (соответственно называется и район), названная в честь героя-опрышка Семёна Высочана.
Калуш — город областного значения на северо-западе Ивано-Франковской области Украины, расположен на левом берегу реки Ломницы, в живописном уголке Прикарпатья; на расстоянии 35 км от Ивано-Франковска, в 130 км от Львова и в 560 км от Киева.

## История
Первое письменное упоминание о Калуше встречается в 12-томике Галицких городских книг Галицкого староства Польской короны и датировано 27 мая 1437 года. В XV в. он становится значительным поселением, которое владело солидными соляными промыслами. Новом костелу Калуша была подарена королём первая солеварня. В 1553 году соляные промыслы были переданы польским королем шляхтичу Семяковскому за верную службу короне.
Начиная с 1538 (по другим данным — уже с 1527) года, Калуш упоминается в актовых документах как город (oppidum Kalussa). В 1549 г. польский король Сигизмунд Август уполномочивает белзcкого воеводу, коронного гетмана и галицкого старосту Николая Сенявского официально предоставить Калушу городские права. С этого года поселение становится «свободным городом», с магдебургским правом и с собственным гербом, на котором были изображены три «топки» (куски в форме усеченного конуса) соли на красном фоне, что свидетельствует о солеварении как основном промысле. Калушане освобождались от уплаты налогов на следующие 15 лет, получали право каждую пятницу проводить торги, а дважды в год — ярмарки (в день св. Прокопия Сазавского, 4 июля, и в день св. Мартина, епископа Турского, 11 ноября). В городе был создан городской магистрат (городской совет). Его возглавлял бургомистр, которого избирали граждане. С тех пор Калуш превратился в административный центр, которому принадлежал ряд сел. По распоряжению короля, на его холме был построен замок, который окружали валы. Здания, принадлежащие замку, были соединены подземными ходами. Калуш, как и другие города Галичины, превратился в крепость для борьбы против турецких и татарских набегов.

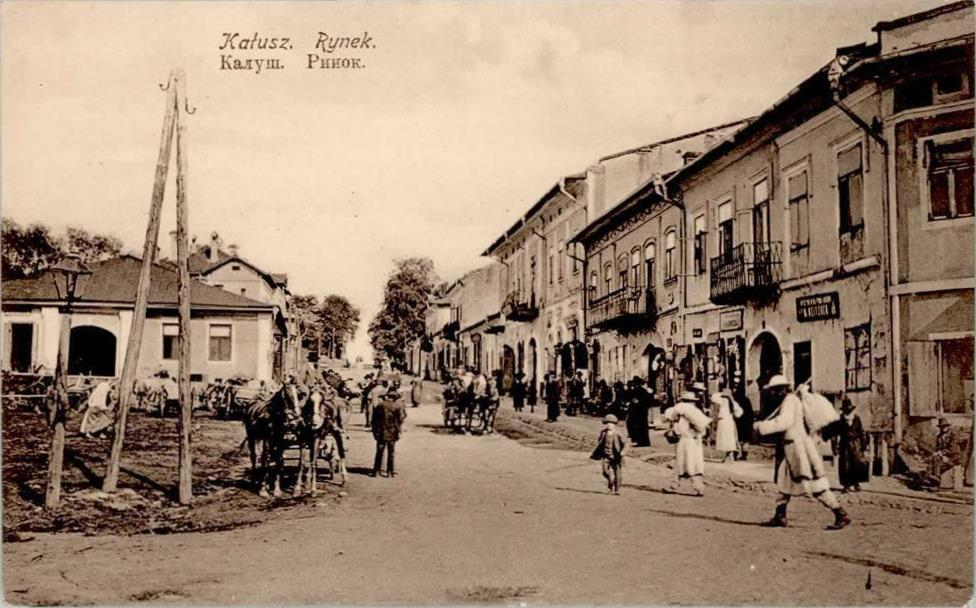
Городская площадь, 1917

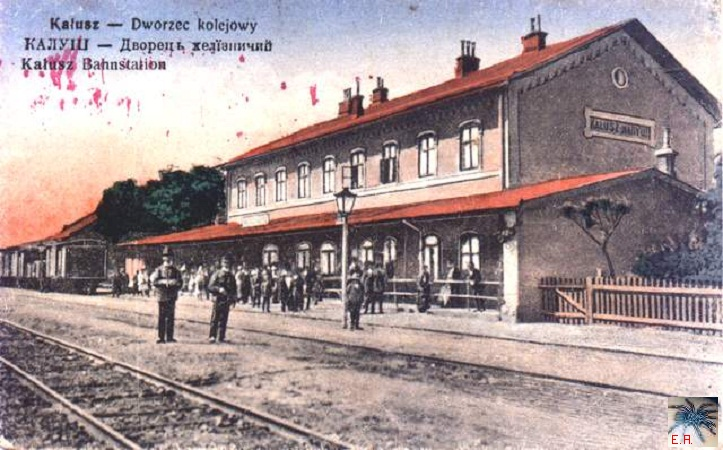
Железнодорожная станция, XIX ст.

1 сентября 1939 года германские войска напали на Польскую Республику, началась Германо-польская война 1939 года.
С 17 сентября 1939 года Красная Армия (РККА) Советского Союза вступила в восточные районы Польши — Западную Украину. Поход закончился подписанием 28 сентября 1939 года Договора о дружбе и границе между СССР и Германией.
27 октября 1939 года установлена Советская власть.
C 14 ноября 1939 года в составе Украинской Советской Социалистической Республики СССР.
В 1939 году в Украинской ССР Калуш получил статус города.
4 декабря 1939 года в Станиславской области (Указ Президиума Верховного совета СССР от 4 декабря 1939 года).
С июня 1940 по март 1941 года находился 15-й гаубичный артиллерийский полк 15-й танковой дивизии 8-го механизированного корпуса Киевского ВО.
22 июня 1941 года германские войска напали на СССР, началась Великая Отечественная война 1941—1945 годов. Жизнь города перестраивалась на военный лад.
2 июля 1941 года оккупирован гитлеровскими войсками.
30 июля 1944 года освобождён советскими войсками 1-го Украинского фронта в ходе Львовско-Сандомирской наступательной операции 13.07-29.08.1944 г.: 1-й гвардейской армии — 147-й сд (полковник Герасимов, Иван Степанович) 74-го ск (полковник Бородавкин, Иван Ефремович); 30-го ск (генерал-майор Лазько, Григорий Семёнович) в составе: 141-й сд (полковник Пахомов, Иван Сергеевич), 395-й сд (генерал-майор Ворожищев, Александр Васильевич); части войск 161-й сд (полковник Новожилов, Виталий Иванович) 18-го гв. ск (генерал-майор Афонин, Иван Михайлович).
В 1972 году центр Калушского района Ивано-Франковской области УССР. 47,4 тыс. жителей. Имелся химико-металлургический, пищевой и др. комбинаты; заводы: железобетонных изделий и конструкций, коммунального оборудования, ремонтно-механический, «Нефтебурмашремонт», монтажно-заготовительный, сыродельный, пивоваренный; швейно-галантерейная фабрика. Химико-технологический техникум. Железнодорожная станция на линии Ивано-Франковск — Стрый.
В 1991 году город в Ивано-Франковской обл. 69,4 тыс. жителей. Производственное объединение «Хлорвинил», металлообрабатывающий комбинат; заводы: коммунального оборудования, магниевый и др. Близ Калуша — добыча калийных солей. Железнодорожная станция.
С 8 декабря 1991 года в составе независимой Украины.

## Население
По данным переписи 2001 года, украинцы составляли 94,66 % населения Калуша, русские — 3,46 %.
По состоянию на май 2024 года с учетными записями в Калущине зарегистрировано 4935 вынужденно перемещённых лиц. В том числе старостинские округа 707. То есть 4228 человек в самом Калуше.

### Языковой состав
Родной язык населения по данным переписи 2001 года:
| Язык       | Численность, чел. | Доля     |
| ---------- | ----------------- | -------- |
| Украинский | 64 715            | 95,33 %  |
| Русский    | 2 163             | 3,19 %   |
| Другое     | 1 009             | 1,48 %   |
| Итого      | 67 887            | 100,00 % |

Украинский язык является основным и единственным официальным языком Калуша.
По данным Государственной службы статистики Украины в 2023/24 учебном году все 157 424 учащихся в учреждениях общего среднего образования в Ивано-Франковской области обучались в украиноязычных классах.

## Экономика и экология
Сегодня Калуш — большой промышленный и культурный центр Западной Украины; здесь производится треть всей промышленной продукции Ивано-Франковской области. Среди известных местных предприятий — Карпатнефтехим.
Ряд уникальных видов продукции, таких как калийные минеральные удобрения, магний металлический, полиэтилен, тафтинговые покрытия производятся только в Калуше.

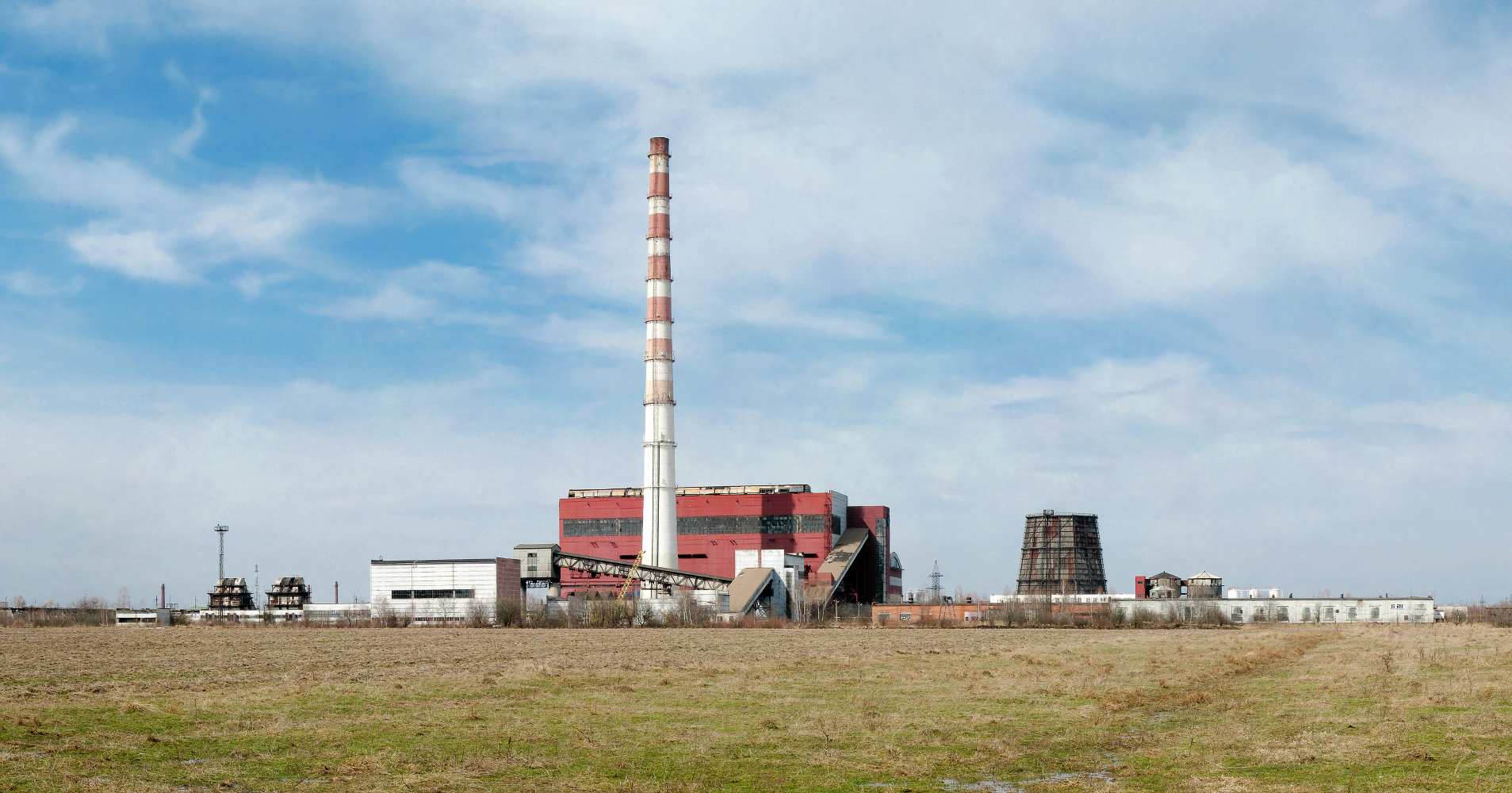
Тепловая электростанция

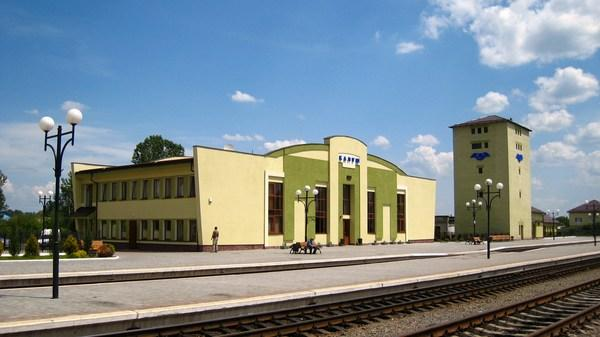
Железнодорожная станция

Расположенный в Калуше химико-металлургический комбинат, со временем преобразованный в химический концерн «Хлорвинил», в 1990-х годах был переименован в калийный завод ОАО «Ориана».
Однако в результате длительной деятельности предприятий по добыче на территории Калуш-Голинского месторождения калийных солей и переработке калийных руд в Калуше и в селах Кропивник и Сивка-Калушская сложилась чрезвычайная экологическая ситуация.
Эти территории являются потенциально опасными для жизнедеятельности людей из-за многочисленных провалов земной поверхности, разрушения домов и коммуникаций, засоления источников питьевой воды. Однако основная экологическая опасность города Калуш — интенсивное проседание земной поверхности над шахтными выработками, где расположены 1300 жилых домов и 23 промышленных сооружения.
Также на территории ООО «Ориана-Галев» расположено единственное в Европе хранилище токсичных отходов, на полигоне которого утилизировано более 11 тыс. тонн вещества первого класса опасности гексахлорбензола. Сейчас нарушена целостность этого хранилища, в результате загрязняются воздух, почва и водоносные горизонты в бассейне реки Ломницы, впадающей в Днестр.
В феврале 2010 года Верховная рада Украины проголосовала за утверждение указа президента, которым территория города Калуш и ряда близлежащих сел объявлена зоной чрезвычайной экологической ситуации. Для недопущения экологической катастрофы в регион из бюджета выделено 561 млн гривен, а также Всемирный банк должен выделить 10 млн долларов, однако для решения экологических проблем Калушу нужно 3,5 млрд гривен.
В августе 2010 года государственное предприятие «Национальный центр обращения с опасными отходами», находящееся в Киеве, начало вывозить ядохимикаты из Калуша в Польшу для дальнейшей утилизации.

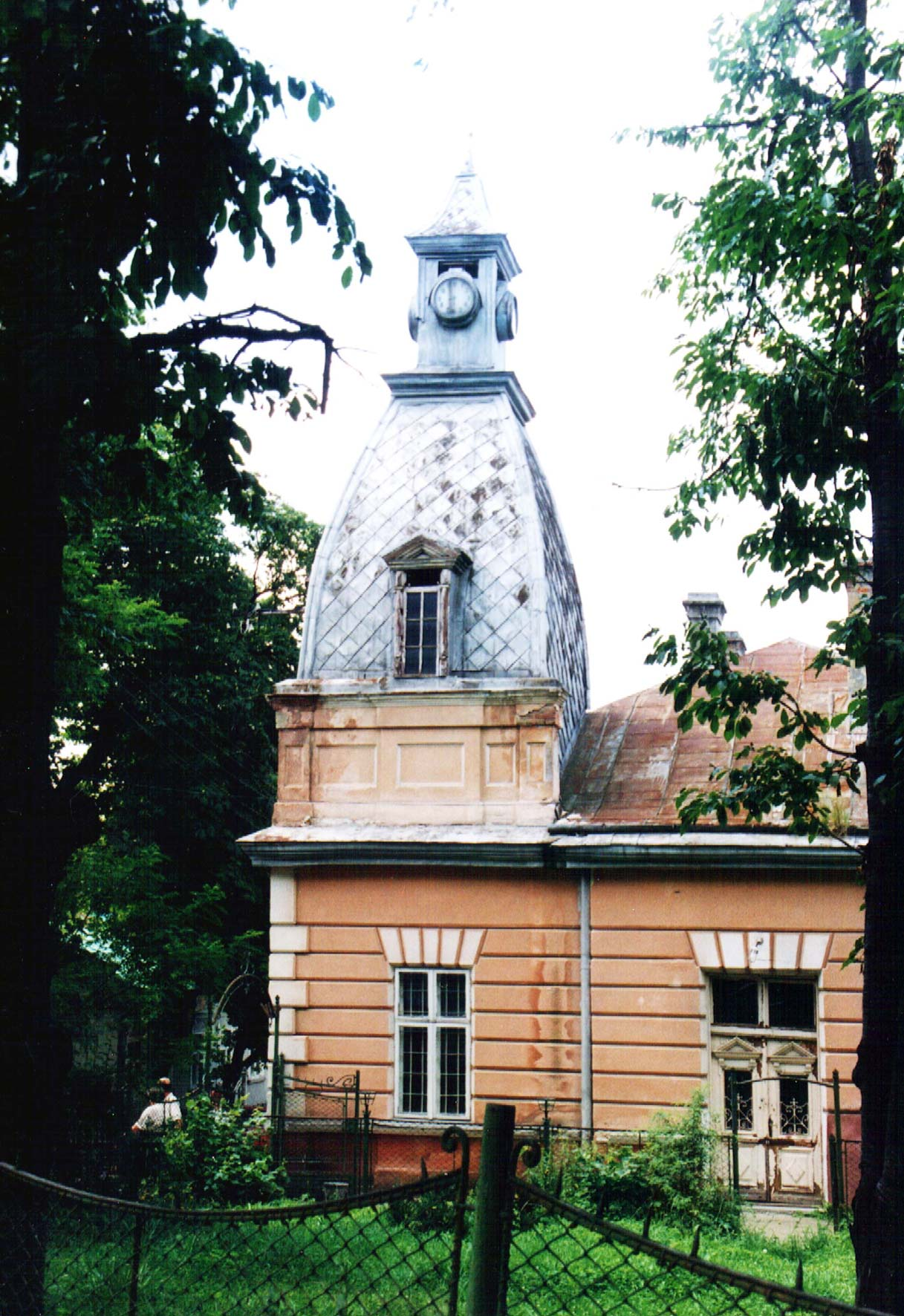
Калушская ратуша

## Достопримечательности
Всего в Калуше и его окрестностях насчитывается 45 памятников архитектуры местного значения. К главным историко-архитектурным достопримечательностям города относятся:
- Греко-католическая церковь Святого Михаила (нач. XX ст.);
- Римско-католический костел Святого Валентина (XIX ст.) — построен в неоготическом стиле;
- Народный дом (нач. XX ст.) — построен в стиле модерн с большим количеством элементов классицизма;
- Дом общества Сокол (концертный зал калушского колледжа культуры и искусств) — (сер. XIX ст.)
- Жилой дом на Майдане Героев, 22 (XVII—XVIII ст.) — один из старейших в городе.
- Бывшая еврейская синагога, сейчас историко-краеведческий музей Калущины (1930), построен в стиле конструктивизма с элементами модерна.

Калуш отмечает день города в 3-ю субботу сентября, которая в 2012 году выпала на 15 сентября. Однако 27 мая 2012 года, в ту же дату, к которой относится первое письменное упоминание о городе, Калуш отметил «день рождения», юбилей — 575 лет.
30 июня 2012 в городе был открыт памятник генерал-хорунжему Украинской повстанческой армии Роману Шухевичу в день 105-летия со дня его рождения (бронзовая скульптура на высоком постаменте); скульптор — Игорь Семак.

## Галерея
|              |                |                         |                          |                       |
| Дом культуры | Концертный зал | Церковь Святого Михаила | Костёл Святого Валентина | Подгорковская церковь |

## Образование и культура

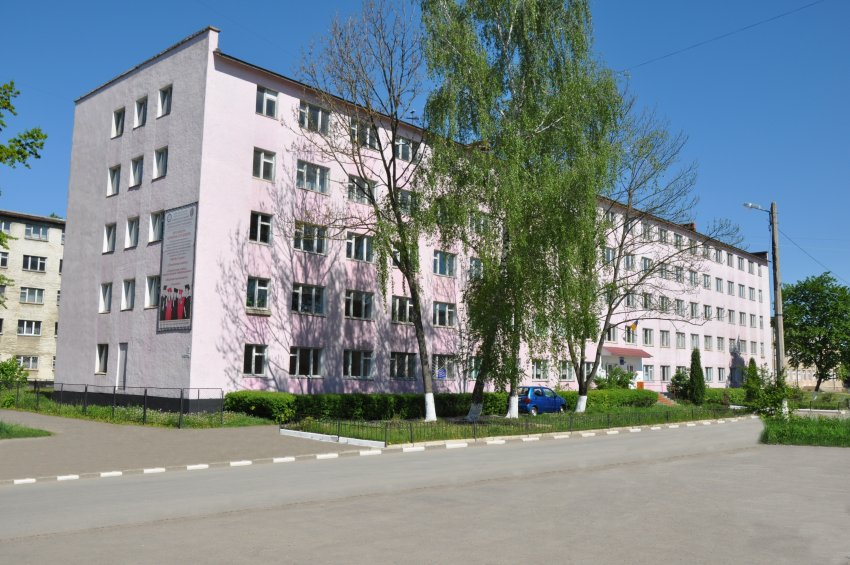
Калушский политехнический колледж

Калушский политехнический колледж (до 2008 года Калушский химико-технологический техникум) готовит специалистов химического профиля для нужд заводов города. Кроме того, в Калуше есть несколько филиалов высших учебных заведений других городов.
Среднее образование обеспечивают 11 школ и гимназия. Функционируют две музыкальные школы. Калушский колледж культуры и искусств и Высшее профессиональное училище № 7 также готовят специалистов по многим направлениям. Сейчас в Калуше работает ледовый дворец им. Степана Бандеры, где проходят турниры по хоккею, в которых выступает калушская команда, а также соревнования по фигурному катанию. Также его могут посещать все желающие.

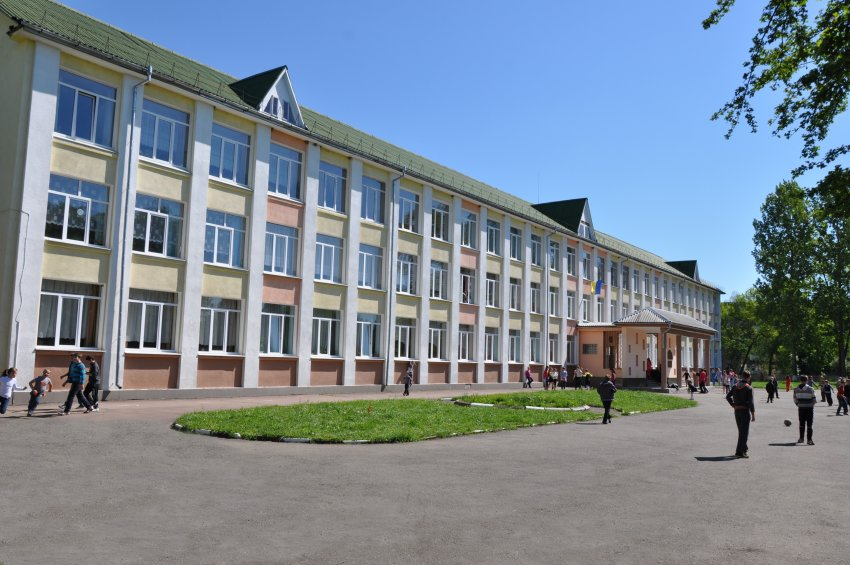
Школа № 5

Среди учебных заведений Калуша стоит также отметить филиалы Западноукраинского национального университета (бывший Тернопольский национальный экономический университет) и Прикарпатского национального университета имени Василия Стефаника.
В городе действует народный молодёжный театр «Любарт», созданный в 1998 году Любовью Липовской и группой актёров-любителей.
Также действует общественная организация «Мир Альтернативной Культуры», которая направляет свои усилия на развитие творчества среди молодежи.

## Города-побратимы
- Гранд-Прери (Техас) (США)
- Бачка-Паланка (Сербия)
- Кендзежин-Козле (Польша)
- Сейни (Румыния)
- Липпштадт (Германия)[16]